# Bisdom Ambatondrazaka
Het bisdom Ambatondrazaka (Latijn: Dioecesis Ambatondrazakaënsis) is een rooms-katholiek bisdom met als zetel Ambatondrazaka, in Madagaskar. Het bisdom is suffragaan aan het aartsbisdom Toamasina. 

## Geschiedenis
Het bisdom werd opgericht op 21 mei 1959, uit delen van de aartsbisdommen Diégo-Suarez en Tananarive, en was suffragaan aan het aartsbisdom Antananarivo. Op 13 mei 2006 verloor het gebied bij de oprichting van het bisdom Moramanga. Op 26 februari 2010 veranderde het van kerkprovincie en werd suffragaan aan het nieuw opgerichte aartsbisdom Toamasina. 

## Parochies
Het bisdom had in 2022 een oppervlakte van 25.054 km2 en telde 1.039.274 inwoners waarvan 15,9% rooms-katholiek was.

## Bisschoppen
- Francesco Vòllaro (19 december 1959 - 6 maart 1993)
- Antoine Scopelliti (6 maart 1993 - 11 april 2015; coadjutor sinds 21 januari 1991)
  - Gaetano Di Pierro (hulpbisschop: 24 april 2001 - 13 mei 2006)
- Jean de Dieu Raoelison (11 april 2015 - 5 juni 2023)
- Orthasie Marcellin Herivonjilalaina (14 augustus 2024 - heden)